# Soul (серия игр)
Soul — серия видеоигр в жанре трёхмерного файтинга с использованием холодного оружия, разработанная компанией Namco.
Первая игра серии, Soul Edge (Soul Blade за пределами Японии), была выпущена в апреле 1996 года в виде аркадного игрового автомата (платформа Namco System 11). Впоследствии она была портирована на игровую консоль Sony PlayStation. Все последующие игры серии назывались Soul Calibur, большая их часть также выходила в виде игровых автоматов, но некоторые игры выходили только на игровых консолях.

## Игры серии
| Год выхода | Название                      | Платформы                                       |
| ---------- | ----------------------------- | ----------------------------------------------- |
| 1996       | Soul Edge                     | Аркадный автомат, PlayStation                   |
| 1998       | SoulCalibur                   | Аркадный автомат, Dreamcast, Xbox 360           |
| 2002       | SoulCalibur II                | Аркадный автомат, PlayStation 2, Xbox, GameCube |
| 2005       | SoulCalibur III               | Аркадный автомат, PlayStation 2                 |
| 2007       | SoulCalibur Legends           | Wii                                             |
| 2008       | SoulCalibur IV                | PlayStation 3, Xbox 360                         |
| 2009       | SoulCalibur: Broken Destiny   | PlayStation Portable                            |
| 2012       | SoulCalibur V                 | PlayStation 3, Xbox 360                         |
| 2013       | SoulCalibur II HD Online      | PlayStation 3, Xbox 360                         |
| 2014       | SoulCalibur: Lost Swords      | PlayStation 3                                   |
| 2014       | SoulCalibur: Unbreakable Soul | iOS                                             |
| 2018       | SoulCalibur VI                | PlayStation 4, Xbox One, ПК (Windows)           |